# علی جاسم
علی جاسم (عربی: علي جاسم لعيبي التميمي؛ زادهٔ ۲۰ ژانویهٔ ۲۰۰۴) بازیکن فوتبال اهل عراق است. که در باشگاه فوتبال کومو ایتالیا در پست مهاجم بازی می‌کند.
وی همچنین در تیم‌های ملی فوتبال زیر ۱۷ سال، زیر ۲۰ سال، زیر ۲۳ سال و بزرگسالان عراق بازی کرده‌است.